# American Beauty/American Psycho
American Beauty / American Psycho – szósty album studyjny amerykańskiej grupy rockowej Fall Out Boy wydany w styczniu 2015 przez Island Records.

## Lista utworów
1. „Irresistible”
2. „American Beauty/American Psycho”
3. „Centuries”
4. „The Kids Aren't Alright”
5. „Uma Thurman”
6. „Jet Pack Blues”
7. „Novocaine”
8. „Fourth of July”
9. „Favorite Record”
10. „Immortals”
11. „Twin Skeleton's (Hotel in NYC)”